# ASC Le Geldar
Die Association Sportive et Culturelle Le Geldar (kurz: ASC Le Geldar) ist ein Fußballverein aus dem französischen Überseegebiet Guyane. Der 1957 gegründete Klub trägt seine Heimspiele in Kourou im Stade du Bois Chaudat aus. Zudem ist die ASC Gründungsmitglied und mit elf Titeln Rekordmeister des Championnat de Guyane de football, der höchsten französisch-guayanischen Spielklasse, sowie mehrfacher Gewinner verschiedener nationaler und internationaler Pokalwettbewerbe.

## Historie
Unter der Führung von Gérard Holder, der vom französischen Klub Red Star Paris nach Guayana kam, wurde 1957 die ASC Le Geldar gegründet. Der Zusatz Le Geldar wurde als Akronym aus den Initialen der Klubgründer gebildet. Erster Präsident des Vereins wurde Eustase Rimane. Fünf Jahre später, am 22. Oktober 1962, trat man der Ligue de Football de la Guyane, dem ebenfalls jüngst gegründeten Fußballverband, sowie einen Monat später der Fédération Française de Football bei.
1985 gelang dem Verein der erste Gewinn der nationalen Meisterschaft, dem insbesondere im 21. Jahrhundert weitere nationale und internationale Erfolge folgten. Mit jedem der bisher neun Meisterschaftstitel ist auch die Teilnahme an der Coupe de France verbunden, bei der man im Jahre 1989 bis ins Sechzehntelfinale vorrücken konnte, dort jedoch (in Hin- und Rückspiel) mit 0:11 am FC Nantes scheiterte.
Im 21. Jahrhundert gelangen dem Verein auch erste Erfolg auf internationalem Niveau. So gewann man 2005 die Coupe D.O.M., an der Vereine mehrerer französischer Überseegebiete beteiligt waren (Französisch-Guayana, Martinique, Guadeloupe, Réunion und Mayotte). 2008 folgte der Gewinn der Coupe des Guyanes de football, an der Vereine der drei südamerikanischen Festlandstaaten Französisch-Guayana, Guyana und Surinam teilnahmen.

## Erfolge
- französisch-guayanischer Meister: 1984/85, 1987/88, 1988/89, 2000/01, 2003/04, 2004/05, 2007/08, 2008/09, 2009/10, 2012/13, 2017/18
- französisch-guayanischer Pokalsieger: 1979, 2007, 2009, 2010, 2014
- Coupe D.O.M.: 2005
- Coupe des Guyanes de football: 2008